# Emiliano Zapata, Motozintla
Emiliano Zapata är en ort i Mexiko.   Den ligger i kommunen Motozintla och delstaten Chiapas, i den sydöstra delen av landet, 900 km sydost om huvudstaden Mexico City. Emiliano Zapata ligger 2 252 meter över havet och antalet invånare är 107.
Terrängen runt Emiliano Zapata är kuperad åt nordväst, men åt sydost är den bergig. Emiliano Zapata ligger uppe på en höjd. Runt Emiliano Zapata är det ganska tätbefolkat, med 134 invånare per kvadratkilometer. Närmaste större samhälle är Motozintla de Mendoza, 6,8 km norr om Emiliano Zapata. I omgivningarna runt Emiliano Zapata växer i huvudsak städsegrön lövskog.